# Рассвет (Кызылжарский район)
Рассвет (каз. Рассвет) — село в Кызылжарском районе Северо-Казахстанской области Казахстана. Административный центр Рассветского сельского округа. Код КАТО — 595063100.
В 2 км к юго-востоку от села находится озеро Иссыкколь.

## История
Совхоз Рассвет был образован 9 августа 1968 года за счет укрупнения совхозов Тарангульский Ленинского района и Заречный Бишкульского района. Совхоз состоял из трех отделений: 1 отделение – село Семипалатное, 2 отделение – село Красная Горка, 3 отделение – село Рассвет. Совхоз специализировался на производстве зерна, картофеля, мяса, молока, позже была открыта птицефабрика.

## Население
В 1999 году население села составляло 925 человек (450 мужчин и 475 женщин). По данным переписи 2009 года, в селе проживало 778 человек (372 мужчины и 406 женщин).